# Pseudeustrotia crystallodes
Pseudeustrotia crystallodes är en fjärilsart som beskrevs av Edward Meyrick 1902. Pseudeustrotia crystallodes ingår i släktet Pseudeustrotia och familjen nattflyn. Inga underarter finns listade i Catalogue of Life.